# Quern
Quern este o comună din landul Schleswig-Holstein, Germania.